# 글래스피시
글래스피시(GlassFish)는 썬 마이크로시스템즈에서 개발하는 자바 EE 기반 웹 애플리케이션 서버이다. 썬사는 이 제품을 Sun Java System Application Server 9.X로 판매하고 있다.
글래스피시는 썬 마이크로시스템즈와 오라클의 탑링크(TopLink)를 기반으로 하고 있다. 물론 웹 콘텐츠를 제공하는 서블릿 컨테이너는 아파치 톰캣을 사용하면서 성능과 확장성을 높이기 위해 자바 NIO을 사용하는 그리즐리(Grizzly)라는 구성 요소를 추가하였다.

## 로드맵과 오라클 상업용 지원의 종료
2013년 11월 4일, 오라클은 자바 EE와 글래스피시 서버에 관한 미래 로드맵을 언급했다. 4.1 오픈 소스 제품은 계획이 되었고 글래스피시에 상업용 오라클 지원은 종료되지만 오픈 소스 업데이트는 계속한다는 것이다. 상업용 고객들은 오라클의 대체 상품, 오라클 웹로직 서버로 이전을 대안으로 권고받았다.

## 같이 보기
- 와일드플라이
- 오라클 웹로직 서버
- 아파치 제로니모